# Aswad
Aswad ("svart" på arabiska) är ett reggaeband som grundades 1975 i London i Storbritannien av barn till jamaicanska invandrare. Medlemmarna var då Brinsley Forde, George Oban, Angus "Drummie Zeb" Gaye och Donald Griffiths. Courtney Hemmings var med av och till på album och konserter under 1970-talet. Gruppen, som idag består av Martin Augustine, Brinsley Forde, Drummie Zeb, Paul Garred, Donald Griffiths, Jimmy Haynes, Clifton Morrison och Tony Robinson har släppt över 20 skivor och är efter UB 40 i konkurrens med Steel Pulse den främsta brittiska reggaegruppen genom tiderna.
När reggaen slog igenom i början av 1970-talet med jamaicanska artister som Desmond Dekker, Jimmy Cliff och The Wailers (Bob Marley, Peter Tosh, Bunny Wailer), hakade de västindiska invandrarna så småningom på. Aswad var ett av de första brittiska banden som slog igenom. Under lång tid var Aswad ett roots reggae-band som anammade den jamaicanska rastafari-tron. Medlemmarna hade en mycket rebellisk inställning till det engelska samhället och ifrågasatte om vita människor över huvud taget borde ägna sig åt reggae. Deras kritik av grupper som The Police och UB 40 var hård i slutet av 1970-talet, men ett tiotal år senare samarbetade de med dessa och andra grupper och gjorde covers på deras låtar.
Bob Marley umgicks mycket med bandmedlemmarna i Aswad under sin landsflykt till England i slutet av 1970-talet. Bland annat spelade Marley in en ny version av sin låt "Keep On Moving" med Aswads typiska mjuka, rytmiska sound. Från slutet av 1980-talet, när nya elektroniska och programmerbara instrument blev tillgängliga, experimenterade gruppen med dub-reggae samt fick en rad hitar (främst kärlekssånger inom lovers rock-genren) med ett nytt softat sound. Aswad hade sina största försäljningsframgångar mellan 1988 och 1995. Bland Aswads repertoar av världshitar kan särskilt nämnas "Don't Turn Around", som kom 1988, och "Shine", som kom 1994.

## Medlemmar
Nuvarande medlemmar
- Angus "Drummie Zeb" Gaye – sång, trummor (1975– )
- Tony "Gad" Robinson – sång, basgitarr, keyboard (1976– )

Tidigare medlemmar
- Brinsley "Dan" Forde – sång, rytmgitarr (1975–1996, 2009)
- Donald "Dee" Griffiths – sologitarr (1975–1980)
- George "Ras" Oban – basgitarr (1975–1979)
- Courtney "Khaki" Hemmings – keyboard (1975–1976)

Bidragande musiker
- Stanley Andrew – sologitarr, rytmgitarr, akustisk gitarr, sång
- Clifton "Bigga" Morrison – sång, keyboard, melodika
- Martin "Tatta" Augustine – sologitarr
- John Kpiaye – gitarr
- Jimmy "Senyah" Haynes – sologitarr, akustisk gitarr
- Michael "Bammie" Rose – saxofon
- Vin "Trommie" Gordon – trombon
- Eddie "Tan Tan" Thornton – trumpet
- Carlton "Bubblers" Ogilvie – keyboard
- Jimmy "J-Slice" Neath – trumpet

| - Paul Garred – gitarr - Michael Martin – keyboard - Patrick Tenyue – trumpet - Henry 'Buttons' Tenyue – trombon - Brian Edwards – saxofon - Trevor Edwards – trombon - Perry "Lion" Melius – trummor - Kenrick Rowe – trummor - Paul Slowley – trummor |

## Diskografi
Album
- 1976: Aswad - Mango Records
- 1978: Hulet - Mango Records
- 1981: New Chapter - Columbia Records
- 1981: Showcase - Mango Records
- 1982: A New Chapter of Dub - Mango Records
- 1982: Not Satisfied - Columbia Records
- 1983: Live and Direct - Mango Records
- 1984: Rebel Souls - Mango Records
- 1986: To the Top - Simba
- 1988: Jah Shaka Meets Aswad in Addis Ababa Studio - Jah Shaka
- 1988: Distant Thunder - Mango Records
- 1988: Renaissance - 20 Crucial Tracks - Stylus
- 1989: Aswad: Crucial Tracks
- 1990: Next to You - Alex
- 1990: Too Wicked - Mango Records
- 1993: Firesticks - Alex
- 1994: Rise and Shine - Rhino Entertainment
- 1995: Rise and Shine Again! - Mesa
- 1995: Dub: The Next Frontier - Mesa
- 1997: Big Up - Atlantic Records
- 1999: Roots Revival - Ark 21
- 2002: Cool Summer Reggae

Singlar (topp 40 på UK Singles Chart)
- "Don't Turn Around" (2/1988 - 1:a)
- "Give a Little Love" (5/1988 - 11:a)
- "Beauty's Only Skin Deep" (4/1989 - 31:a)
- "On And On" (7/1989 - 25:a)
- "Next To You" (8/1990 - 24:a)
- "How Long" (tillsammans med Yazz) (7/1993 - 31:a)
- "Shine" (6/1994 - 5:a)
- "Warriors" (9/1994 - 33:a)
- "You're No Good" (2/1995 - 35:a)